# Discografia de Lauren Jauregui
A discografia de Lauren Jauregui, cantora e compositora cubana-americana, consiste em 2 extended play (EP), 16 singles (Incluindo 4 como artista convidada) e 2 single promocionais. Em 2012, aos 16 anos, Lauren fez um teste para a segunda temporada do talent show The X Factor US. Após ser eliminada como artista solo, Jauregui foi trazida de volta à competição junto a outras quatro garotas para formar, após várias trocas de nomes, o girl group Fifth Harmony. Durante seu tempo no grupo, Lauren e suas colegas de banda lançaram um EP e três álbuns de estúdio: Better Together (2013) Reflection (2015), 7/27 (2016) e Fifth Harmony (2017).
Em dezembro de 2016, Lauren lançou seu primeiro projeto solo: a música "Back to Me", em parceria com Marian Hill. Já em maio de 2017, lançou também uma canção em parceria com sua amiga Halsey, chamada "Strangers", sendo essa canção o segundo single promocional do álbum Hopeless Fountain Kingdom. "Strangers" teve muita repercussão devido ao fato de a letra falar sobre um romance lésbico. A música alcançou a posição #100 da Billboard Hot 100. Em 17 de novembro de 2017, a parceria com o DJ Steve Aoki foi finalmente lançada. A canção “All Night” alcançou a posição #10 no iTunes US e foi a primeira canção inteiramente cantada por Jauregui.
Em 6 de junho de 2018, Lauren deu início a sua carreira como cantora solo ao abrir os shows da turnê "Hopeless Fountain Kingdom World Tour", da cantora Halsey, na América Latina. E em outubro do mesmo ano, Jauregui lançou seu single de estreia intitulado "Expectations", pela gravadora Columbia Records. A canção teve um bom desempenho inicial e chegou ao primeiro lugar no iTunes de mais de 15 países, incluindo Estados Unidos, Brasil, Argentina, México, Grécia e Filipinas. Em janeiro de 2019, Lauren lançou seu segundo single, a conceitual "More Than That". Escrita por Jauregui dois ou três anos antes de seu lançamento, a canção foi inspirada na deusa grega Afrodite. No dia 4 de dezembro de 2019, Jauregui apareceu ao lado de Drew Love na música solo de estreia de Clear Eyes (Jeremy Lloyd de Marian Hill), "Let Me Know".
Já em 2020, além de ela ter contribuído com a canção "Invisible Chains" para a trilha sonora do filme Aves de Rapina, a cantora, em colaboração com o produtor porto-riquenho Tainy e o artista espanhol C. Tangana, lançou o single "Nada" no dia 21 de fevereiro. Contando também com a colaboração do produtor porto-riquenho, Lauren lançou "Lento" no dia 20 de março. Ambas as canções fazem mesclagem entre os idiomas inglês e espanhol. Para deixar seus fãs ainda mais empolgados, Lauren lançou mais um single no dia 17 de abril. Intitulada de "50ft.", a canção conta com uma pegada R&B e possui uma letra bem pessoal, provavelmente uma das mais pessoais que a cantora lançou até hoje.
Em 30 de abril de 2021, Jauregui lançou a canção "Temporary" em parceria com a Sound It Out, uma campanha nacional que usa a música para ajudar crianças e seus responsáveis a ter conversas abertas e honestas sobre saúde mental. Já no dia 9 de julho, a cantora lançou a faixa “While I’m Alive” em parceria com a Femme It Foward, uma empresa de música e entretenimento liderada por mulheres que concentra sua missão em educar e emponderá-las. Um pouco depois, os vacais potentes de Jauregui deram vida a canção "Not Prepared For You", pertencente ao álbum The Cave Sessions, Vol. 1, da compositora Diane Warren. Em 15 de setembro de 2021, Jauregui revelou em exclusiva para a Billboard seu novo projeto musical intitulado “Prelude", uma performance virtual que foi ao ar nos dias 14 e 15 de outubro, onde a cantora lançou suas novas músicas. Na sexta-feira do dia 8 de outubro, a canção "Colors" debutou nas plataformas digitais como parte do projeto "Prelude". O single marcou também a estreia de Jauregui sob seu próprio selo musical independente, a Attunement Records. PRELUDE, EP de estreia de Jauregui, debutou nas plataformas digitais em 5 de novembro de 2021, contendo sete faixas. 
No dia 28 de outubro de 2022, Lauren lançou a canção "Always Love", a balada mais emocional e crua que a cantora já lançou em todos os seus anos de carreira. Já em março de 2023, Jauregui disponibilizou o single "Trust Issues" em todas as plataformas digitais.Ambas as canções fazem parte no novo EP da cantora, intitulado In Between, lançado no dia 26 de maio de 2023. Já em 22 de dezembro, Jauregui lançou a canção "The Day The World Blows Up" na plataforma EVEN. A canção se trata de uma demonstração de solidariedade em relação às crianças e famílias palestinas, e em 29 de janeiro de 2024 foi disponibilizada em todas as plataformas digitais. Já em 6 de março, a cantora lançou a canção "Burning".

## Álbuns

### Extended Play (EP)
| Título     | Detalhes |
| ---------- | --- |
| PRELUDE    | - Lançamento: 5 de novembro de 2021 - Gravadora: Attunement Records / AWAL - Formatos: Download digital, streaming |
| In Between | - Lançamento: 26 de maio de 2023 - Gravadora: Attunement Records / AWAL - Formatos: Download digital, streaming    |

## Singles

### Como artista principal
| Ano                                                                                    | Canção                               | Melhor posição nas tabelas musicas | Melhor posição nas tabelas musicas | Melhor posição nas tabelas musicas | Melhor posição nas tabelas musicas | Melhor posição nas tabelas musicas | Melhor posição nas tabelas musicas | Melhor posição nas tabelas musicas | Melhor posição nas tabelas musicas | Melhor posição nas tabelas musicas | Álbum                          |
| Ano                                                                                    | Canção                               | EUA Digital                        | EUA Dance                          | Reino Unido                        | FRA                                | GRE                                | NZL Hot                            | POR Digital                        | ESC                                | SLK                                | Álbum                          |
| -------------------------------------------------------------------------------------- | ------------------------------------ | ---------------------------------- | ---------------------------------- | ---------------------------------- | ---------------------------------- | ---------------------------------- | ---------------------------------- | ---------------------------------- | ---------------------------------- | ---------------------------------- | ------------------------------ |
| 2017                                                                                   | "All Night" (com Steve Aoki)         | 36                                 | 9                                  | —                                  | 197                                | —                                  | —                                  | —                                  | 77                                 | 75                                 | Neon Future III                |
| 2018                                                                                   | "Expectations"                       | 48                                 | —                                  | 94                                 | —                                  | 60                                 | —                                  | —                                  | 62                                 | —                                  | Não adicionando à nenhum álbum |
| 2019                                                                                   | "More Than That"                     | —                                  | —                                  | —                                  | —                                  | —                                  | 27                                 | 9                                  | —                                  | —                                  | Não adicionando à nenhum álbum |
| 2020                                                                                   | "Lento" (com Tainy)                  | —                                  | —                                  | —                                  | —                                  | —                                  | —                                  | —                                  | —                                  | —                                  | Não adicionando à nenhum álbum |
| 2020                                                                                   | "50ft."                              | —                                  | —                                  | —                                  | —                                  | —                                  | —                                  | —                                  | —                                  | —                                  | Não adicionando à nenhum álbum |
| 2021                                                                                   | "Colors"                             | —                                  | —                                  | —                                  | —                                  | —                                  | —                                  | —                                  | —                                  | —                                  | PRELUDE                        |
| 2021                                                                                   | "Scattered" (com part. de Vic Mensa) | —                                  | —                                  | —                                  | —                                  | —                                  | —                                  | —                                  | —                                  | —                                  | PRELUDE                        |
| 2021                                                                                   | “On Guard” (com part. de 6lack)      | —                                  | —                                  | —                                  | —                                  | —                                  | —                                  | —                                  | —                                  | —                                  | PRELUDE                        |
| 2022                                                                                   | "Always Love"                        | —                                  | —                                  | —                                  | —                                  | —                                  | —                                  | —                                  | —                                  | —                                  | In Between                     |
| 2023                                                                                   | "Trust Issues"                       | —                                  | —                                  | —                                  | —                                  | —                                  | —                                  | —                                  | —                                  | —                                  | In Between                     |
| 2024                                                                                   | "The Day The World Blows Up"         | —                                  | —                                  | —                                  | —                                  | —                                  | —                                  | —                                  | —                                  | —                                  | Não adicionando à nenhum álbum |
| 2024                                                                                   | "Burning"                            | —                                  | —                                  | —                                  | —                                  | —                                  | —                                  | —                                  | —                                  | —                                  | Não adicionando à nenhum álbum |
| "—" denota canções que não entraram nas tabelas musicas ou não foram lançadas no país. |                                      |                                    |                                    |                                    |                                    |                                    |                                    |                                    |                                    |                                    |                                |

### Como artista convidada
| Ano                                                                                   | Canção                                                              | Melhor posição nas tabelas musicas | Melhor posição nas tabelas musicas | Melhor posição nas tabelas musicas | Álbum                                           |
| Ano                                                                                   | Canção                                                              | FRA                                | SPA                                | ESC                                | Álbum                                           |
| ------------------------------------------------------------------------------------- | ------------------------------------------------------------------- | ---------------------------------- | ---------------------------------- | ---------------------------------- | ----------------------------------------------- |
| 2016                                                                                  | "Back to Me" (Marian Hill com part. de Lauren Jauregui)             | 195                                | 14                                 | 87                                 | Act One                                         |
| 2019                                                                                  | "Let Me Know" (Clear Eyes com part. de Lauren Jauregui e Drew Love) | —                                  | —                                  | —                                  | Dreaming of Flying                              |
| 2020                                                                                  | "Nada" (Tainy com part. de Lauren Jauregui e C. Tangana)            | —                                  | 51                                 | —                                  | Neon16 Tape: The Kids That Grew Up On Reggaeton |
| 2022                                                                                  | "Piña" (Snow Tha Product com part. de Lauren Jauregui)              | —                                  | —                                  | —                                  | To Anywhere                                     |
| "—" denota canções que não entraram nas tabelas musicas ou não foram lançada no país. |                                                                     |                                    |                                    |                                    |                                                 |

### Singlespromocionais
| Ano  | Canção                                            | Melhor posição nas tabelas musicas | Melhor posição nas tabelas musicas | Melhor posição nas tabelas musicas | Melhor posição nas tabelas musicas | Melhor posição nas tabelas musicas | Melhor posição nas tabelas musicas | Melhor posição nas tabelas musicas | Certificações | Álbum                     |
| Ano  | Canção                                            | EUA                                | AUS                                | FRA                                | FIL                                | POR                                | ESC                                | SLK                                | Certificações | Álbum                     |
| ---- | ------------------------------------------------- | ---------------------------------- | ---------------------------------- | ---------------------------------- | ---------------------------------- | ---------------------------------- | ---------------------------------- | ---------------------------------- | ------------- | ------------------------- |
| 2017 | "Strangers" (Halsey com part. de Lauren Jauregui) | 100                                | 93                                 | 137                                | 90                                 | 57                                 | 45                                 | 89                                 | - : Ouro      | Hopeless Fountain Kingdom |
| 2021 | "Intro"                                           | —                                  | —                                  | —                                  | —                                  | —                                  | —                                  | —                                  | —             | PRELUDE                   |

## Outras músicas mapeadas
| Ano  | Canção                                                       | Melhores posições nas tabelas musicais | Álbum         |
| Ano  | Canção                                                       | US R&B/HH Digital                      | Álbum         |
| ---- | ------------------------------------------------------------ | -------------------------------------- | ------------- |
| 2017 | "In Your Phone" (Ty Dolla Sign com part. de Lauren Jauregui) | 23                                     | Beach House 3 |

## Aparições como convidada
| Ano  | Canção                 | Outros artistas | Álbum                     | Ref.   |
| ---- | ---------------------- | --------------- | ------------------------- | ------ |
| 2020 | "Invisible Chains"     | —               | Birds of Prey: The Album  | [ 55 ] |
| 2020 | "The Bad Part"         | Johnny Rain     | EP2                       |        |
| 2021 | "Temporary"            | —               | Sound It Out              | [ 56 ] |
| 2021 | “While I’m Alive”      | Femme It Foward | Big Femme Energy Volume 1 | [ 57 ] |
| 2021 | "Not Prepared For You" | Diane Warren    | The Cave Sessions, Vol. 1 | [ 58 ] |

## Músicas não listadas
| Ano  | Título    | Notas                                                                | Ref.          |
| ---- | --------- | -------------------------------------------------------------------- | ------------- |
| 2018 | "Toy"     | Canções apresentadas na abertura da HFKWTour América Latina.         | [ 59 ] [ 60 ] |
| 2018 | "Inside"  | Canções apresentadas na abertura da HFKWTour América Latina.         | [ 59 ] [ 60 ] |
| 2018 | "Freedom" | Canção apresentada na MTV's Plus 1 The Vote Election Party em Miami. | [ 61 ] [ 62 ] |

## Videoclipes
| Ano  | Canção                       | Outros artistas       | Diretor(a)                          |
| ---- | ---------------------------- | --------------------- | ----------------------------------- |
| 2017 | "All Night"                  | Steve Aoki            | Mike Harris                         |
| 2018 | "Strangers"                  | Halsey                | Jessie Hill, Halsey                 |
| 2018 | "Expectations"               | —                     | Lauren Dunn, Lauren Jauregui        |
| 2019 | "More Than That"             | —                     | Lauren Dunn, Lauren Jauregui        |
| 2019 | "Let Me Know"                | Clear Eyes, Drew Love | Nolie                               |
| 2020 | "Nada"                       | Tainy, C. Tangana     | Elliott Muscat                      |
| 2020 | "Lento"                      | Tainy                 | Dawit N.M.                          |
| 2020 | "50ft."                      | —                     | Inyegumena Nosegbe, Lauren Jauregui |
| 2022 | "Always Love"                | —                     | Luke Orlando                        |
| 2022 | "Piña"                       | Snow Tha Product      | SVN QNS                             |
| 2023 | "Trust Issues"               | —                     | Farah Idrees                        |
| 2024 | "The Day The World Blows Up" | —                     | Desconhecido                        |

### Convidada especial
| Ano  | Título                        | Papel     | Artista | Ref.   |
| ---- | ----------------------------- | --------- | ------- | ------ |
| 2019 | "Running"                     | Ladra     | Arlissa | [ 63 ] |
| 2021 | "Anxiety (Burlinda's Theme) " | Terapeuta | Jojo    | [ 64 ] |